# أحمد سامي عبد الله
أحمد سامي عبد الله (16 أغسطس 1930 - 12 ديسمبر 2011)، ممثل مصري. ولد الفنان في عام 1930، كان يحلم بأن يكون مذيعاً لكن القدر جعله ممثلاً قديراً لا يمكن تجاهله بأي شكل من الأشكال لما قدٌمه للسينما والدراما المصرية، حيث كان من كبار الفنانين المصريين.
درس الفنان ليسانس آداب وعمل مدرسا للتاريخ، وأُحيل للمعاش وهو في عامه 51، وبعدها تفرغ للفن، حيث اتّجه للتلفزيون وعمل كمُعدّ لبرامج الأطفال التي كانت تعرضه سميحة عبد الرحمن، ثم تدرج بعد ذلك من مساعد مخرج ولغاية مخرج وبعدها تولّى إدارة برامج الأطفال في حين أن اكتشفه المخرج أحمد النحاس وأشركه في أفلام عدة كانت هي بمثابة بداية الفنان السينمائية.
بعد ذلك استعان به مجموعة من المخرجين؛ لمشاركة بعض الفنانين أدوار مهمة في كثير من الأفلام حيث كان يتمتع بكفاءة وخبرة عالية جداً في التعامل والتمثيل على الرغم من كبر سنّه، وكان يقوم بتمثيل دور الرجل العجوز كما في الحقيقة تماماً.
كان الفنان أحمد سامي عبد الله قد قدّم دور الرجل الطيب في السينما المصرية؛ الذي تعاطف معه كثير من المصريين لتجسيده الدور بثقة وكفاءة وخبرة ليس لها مثيل.
عمل الفنان مع مخرجين وممثلين ومؤلفين عدة، فأعماله لا يمكن حصرها بأي شكل لأنه عاشر وعمل مع الكثير من الفنانين على مدار أكثر من ثلاثين عاماً.
ورغم حزنه وعتابه لبعض الفنانين الذين حبسوه في دور الرجل العجوز، فكانت كلماته تتكلم عنه حيث أكدّ أنه يشعر بالرضا والسعادة لكل عمل يقدمه وأنه مميز ومختلف عن غيره من الفنانين والممثلين سواءً بسبب سنه أو بسبب أداءه في التمثيل، وأيضاً أنه لا يوجد عجوز غيره، ولا يستطيع أحد عمل دور التمثيل كما يفعله هو .

## أعماله

### مسلسلات
| - حكايات وبنعيشها:2010 - عايزة أتجوز:2010-حسين - راجل وست ستات (2009، 2010) - متخافوش:2009-عم سليمان - أدهم الشرقاوي:2008 - ناصر:2008 - حاسبوا منه:2007 - رجل غني فقير جدا:2007-سحتوت جد محروس - تعيش وتاخد غيرها:2007 - أزهار:2007 - قلب امرأة:2007 - الدالي (ج1):2007 - غريب الدار:2007 - سوق الخضار:2006 - حياتي أنت:2006 - سكة الهلالي:2006 - أحلامنا الحلوة:2005 - من غير ميعاد:2005 - نعتذر عن هذا الحلم:2005 - محمود المصري:2004 - لقاء السحاب:2004 - عباس الأبيض في اليوم الأسود:2004-درويش - أحلام هند الخشاب:2004 - السيف الوردي:2004 - المرأة في الإسلام:2003 - أبيض x أبيض:2003 | - آخر المشوار:2003 - أين قلبي:2002 - لدواعي أمنية:2002 - أنظر حولك وابتسم:2002 - مارينا مارينا:2002 - بنات أفكاري:2001 - نجوم في سماء الحضارة الإسلامية:2001 - بوابة الحلواني (ج4):2001 - إحنا نروح القسم:2001 - أهل الدنيا:2001-ضيف شرف - للعدالة وجوه كثيرة:2001 - تدابير الدنيا:2000 - الفسطاط:2000 - الفجالة:2000 - قط وفار فايف ستار:2000 - الوهم و الخديعة:2000 - خيال الظل:2000 - المحاربون:2000 - لما التعلب فات:1999 - شملول:1999-أبو نقرة - قط و فار:1998 - الحساب:1998 - لعبة وقلبت بجد:1998 - طيور النورس:1998 - ألف ليلة وليلة: ذات الخال:1998-الحطاب | - الحصيدة:1997 - عوضين وإمبراطورية عين:1997 - الشارع الجديد:1997 - حلم الجنوبي:1997-عم سعيد - السيرة الهلالية (ج1):1997 - الماضي يعود الآن:1997 - زيزينيا (ج1):1997 - القنفد:1997 - عريس من باريس:1996 - الوتد:1996-الحاج محمود - أحلام فستق:1996 - ساكن قصادي (ج1، 2) :1995، 1996 - وسادسهم الزمن:1996 - حكايات مستر أيوب ومسز عنايات:1996 - أحلام كو:1996 - رابعة تعود:1996 - يوميات ونيس (ج2):1995-عاشور - حكايات مجنونة:1995 - الزيني بركات:1995 - العائلة:1994 - عزبة القرود:1994 - رياح الخوف:1994 - بنت بطوطة:1993 - دموع صاحبة الجلالة:1993-عم معروف - مبروك ألف مبروك: - 199 - الوتد 1997 | - سبعة وجوه للحقيقة:1992 - بيوت في المدينه:1992 - النوة:1991-درويش - رأفت الهجان (ج3) :1991-طه الجنايني - يحكى أن:1989 - صابر يا عم صابر:1988 - لا إله إلا الله (ج4):1988 - سفر الأحلام:1986 - رسول الإنسانية:1985 - محمد رسول الله (ج4) :1984 - الإمام مالك:1980 - أبناء الإسلام:1979 - على هامش السيرة:1978 - الدنيا و ما فيها - أهلا بالأحلام - ناس كده وكده - بلاد السعادة - معاش مبكر - حدود الله - الوصي - عمو فؤاد رجل أعمال - إبن عمار - السحت - الزائرون - كان يا ماكنشي |

### أفلام
| - يوم ما تقابلنا:2009-مراد - الكيت كات - 1991 عم مجاهد - دكتور سيلكون:2009-صبري - حسن ومرقص:2008-عبد الهادي - هي فوضى:2007-سيد - قصة الحي الشعبي:2006 - وش إجرام:2006 - خالي من الكوليسترولطط:2005-احمد جميل - النعامة والطاووس:2002-عم مرسى - زكية زكريا في البرلمان:2001-محامي - الساحر:2001 - أولى ثانوي:2001 - الرجل الأبيض المتوسط:2001 - رشة جريئة:2001-والد سلماوي | - الأمبراطورة:1999-بشندى - أبو سالم وزينهم وزنوبه - الغيبوبة:1998 - المصير:1997 - عفريت النهار:1997-والد منير - المرأة والساطور:1996 - بخيت وعديلة 2: الجردل والكنكة:1996 - الرجل الثالث:1995-عم كمال - الجراج:1995-بدوي - دماء على الثوب الأبيض:1994 - خلطبيطه:1994-عم فتحي - ثلاثة على مائدة الدم:1994 - الصاغة:1994 - ليلة القتل:1994-إبراهيم أبو كامل | - سواق الهانم:1994-ناظر العزبة - مرسيدس:1993 - الشرسة:1993 - طعمية بالشطة:1993 - 131 أشغال:1993-أبو صفية - إنذار بالطاعة:1993-جد أمينة - بوجي وطمطم وأسرار جحا:1993-عم حلجان - ديسكو ديسكو:1993-صبري - دنيا عبدالجبار:1992-عم سيد - حالة اشتباه:1992-عم ربيع - الفرقة 12: 1991 - يا ناس يا هووه:1991-العم كريم - شمس الزناتي:1991-صاحب ورشة الحدادة | - القلب وما يعشق:1991-ضيف شرف - الكيت كات:1991-مجاهد بائع الفول - تحت الصفر:1990 - ليلة عسل:1990 - الشيطانة:1990-يوسف أبو العطا - أنا والعذراء والجدي:1989 - المولد:1989-إدريس - الفتى الشرير:1989-عم محمود - السجينتان:1988 - قاهر الزمن:1987-المستشار عبد المجيد - دقة زار:1986-العم درويش (ابو معزوزة - الأوغاد:1985-مُسعد |

### سهرة تليفزيونية
| - نداء الورد :2000 - نور النبوة - الزحام - الإمام العادل عمر بن عبد العزيز - الدرب الجديد | - الرحمة المهداة - دعاء - حتى تعودي - سعادة بلا طعم -ٱبوهم | - الأيام الخضراء - عيد ميلاد سعيد - إنه أنسان-الدكتور الثاني - وبعد الخريف-عبد المجيد |

### أخرى
| - فيلم قصير انتظار 1998 - فوازير مانستغناش 1998 - ضيف شرف - فوازير عمو فؤاد 1993 - فوازير عمو فؤاد ويا الأجداد 1983 | - أوبرا رمضان كريم 1970 - تقديم - فوازير عمو فؤاد والمخترعين - تمثيلية الخروج من الشرنقة |

## روابط خارجية
- أحمد سامي عبد الله على موقع الدهليز
- أحمد سامي عبد الله على موقع قاعدة بيانات الأفلام العربية